# 巴拉姆
巴拉姆（英語：Balam），是所羅門七十二柱魔神中排第51位的魔神，別名「巴拉卡」（Balan）。可通晓古今与预言未来。有三个头，骑着熊。相傳許多書中都有提到祂原本是主天使墮天之後變成的惡魔。

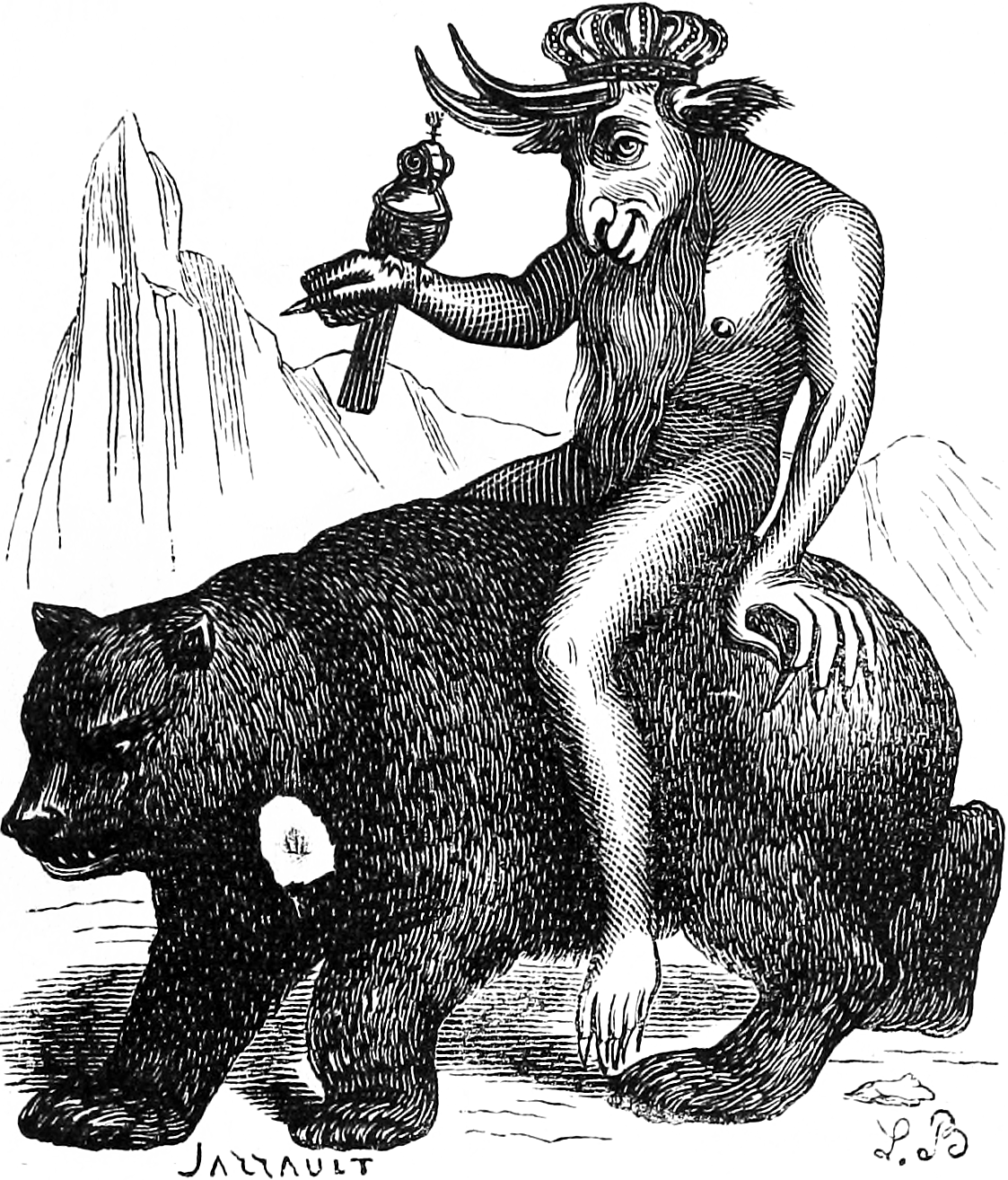
《地獄辭典》中的巴拉姆

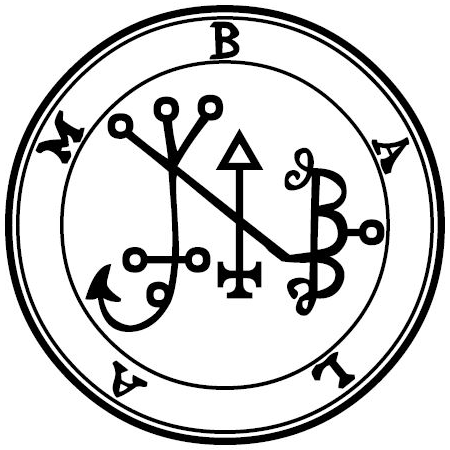
巴拉姆的印記